# Modo
«Modo» (рус. «Мо́до») — вокально-инструментальный ансамбль Латвийской государственной филармонии.

## История
Основан в 1972 году (название «Modo» используется с 1975-го). Просуществовал до 1982 года. С момента основания руководителем коллектива был Раймонд Паулс, которого в 1978 году сменил Зигмар Лиепиньш.
Первый состав: Нора Бумбиере и Виктор Лапченок (вокал), Раймонд Паулс и Зигмар Лиепиньш (клавишные инструменты), Г. Шимкус (гитара), И. Галениекс (бас-гитара), В. Смирнов (ударные).
В дальнейшем, в составе группы участвовали: вокалисты — Мирдза Зивере, Айя Кукуле, Парсла Гебхарде, М. Мадрите, Сандра Озолите, В. Юхневич, Ж. Сиксна, В. Сысоев, И. Ванзович. Инструменталисты — Б. Банных, В. Бакрадзе, В. Белинов, В. Болдырев, В. Митрохин, К. Рутенталc.
Основа репертуара — песни и инструментальные композиции, написанные Р. Паулсом и З. Лиепиньшем. Исполнялись и музыкальные произведения других участников ансамбля (от арт-рока до сентиментальных народных романсов).
В 1982 году на творческой основе ансамбля «Modo» была сформирована латвийская группа «Опус».